# Inodrillia avira
Inodrillia avira är en snäckart som beskrevs av Bartsch 1943. Inodrillia avira ingår i släktet Inodrillia och familjen Turridae. Inga underarter finns listade i Catalogue of Life.